# Mao (Txad)
Mao (en àrab ماو, Māw) és una ciutat del Txad, capital de la regió de Kanem i del departament també anomenat Kanem. És la setzena ciutat més poblada del Txad i està situada 226 km al nord-est de N'Djamena.
A la frontera del Sàhara, la geografia de Mao està marcada per dunes de sorra i escassa vegetació. Una gran majoria dels residents de Mao són musulmans. No obstant això, hi ha dues esglésies cristianes, l'una catòlic i l'altra protestant.
Al igual que en altres regions, Mao està governat tant per un soldà tradicional com per funcionaris del govern central. El sultà de Kanem, qui resideix a Mao, és el cap tradicional del poble Kanembu. Els avenços cap a la descentralització s'han vist obstaculitzats per les complexes i, a vegades, tenses relacions entre els governants tradicionals del Txad i les autoritats nacionals.

## Història
Mao va ser creat dins 1898 per sultà Alí, germà del sultà Djourab que fou assassinat pels fezzanis i altres còmplices. Des de 1900, Mao ha sigut el centre administratiu efectiu del nord.
El 18 de juliol de 2010, el sultà de Kanem, Alifa Ali Zezerti, va morir a l'hospital de N'Djamena als 83 anys, per complicacions d'un atac de cor. Era el 39è governant de la dinastia de Kanem, i hi havia regnat des de 1947. Va ser enterrat a Mao. El seu predecessor, sultà Zezerti, hi havia mort el 26 de setembre de 1947, havent-hi governat des de 1925. El seu fill fou escollit com a soldà en un elecció parcial sense competència.
En octubre de 2013, van esclatar aldarulls en el mercat principal de Mao, dirigit contra l'administració d'Idriss Déby després de l'assassinat a trets d'un civil per part d'un oficial proper a Déby.
El 30 de setembre de 2015, al voltant de les vuit de la tarda, un important incendi va arrasar el principal mercat de la ciutat. No es va poder determinar l'origen. No es va informar de cap mort.
El 12 de maig de 2016, a les cinc de la tarda, un altre gran incendi es va estendre per tot el mercat principal de Mao, essent el segon en menys de dos anys. El foc començà en un dipòsit de combustible proper. No es va reportar cap víctima humana.

## Transport
L'àrea està molt aïllada i el desplaçament per terra és difícil ja que, al llarg de pistes de sorra, només poden ser transitades utilitzant vehicles de quatre-per-quatre o camells. La ciutat té un petit aeroport, l'aeroport de Mao (codi IATA: AMO, codi OACI: FTTU), amb una pista pavimentada.

## Economia
Cada dimecres, que és el "Dia del Gran Mercat", es venen productes frescos com la ceba, l'all, el dàtil, les pastanagues, els tomàquets, els cogombres i, a vegades, les albergínies, les quals van ser introduïdes l'any 2009 per l'Organització de les Nacions Unides per a l'Agricultura i l'Alimentació. També es venen fruites, especialment plàtans i, a vegades, mangos, papaies i guaiabes. El mill també està disponible en els tipus blancs i vermells.

## Demographics
| Any  | Població |
| ---- | -------- |
| 1993 | 13,277   |
| 2009 | 35,468   |
| 2019 | 50,000   |

El número de població per 1993 i 2009 correspon al cens oficial, mentre que per a 2019, es va estimar-lo tenint en compte el creixement de la població de la zona de Kanem.